# 龍 (ダンサー)
龍（りゅう、1998年9月9日 - ）は、日本のダンサーであり、THE RAMPAGE from EXILE TRIBEのメンバー。
千葉県出身。LDH JAPAN所属。身長183cm。

## 略歴
「劇団EXILEオーディション」に参加したことをきっかけにEXPGに通う。
2013年、「GLOBAL JAPAN CHALLENGE」に参加。
2014年4月、THE RAMPAGEの候補メンバーに選出される。同年9月12日、同グループの正式メンバーとなる。

## 人物
- 母親はフィリピン人[4]。

## 出演

### テレビドラマ
- HiGH&LOW〜THE STORY OF S.W.O.R.D.〜 SEASON2（2016年4月 - 6月、日本テレビ） - 芝マン 役[5]
  - HiGH&LOW THE WORST EPISODE.O（2019年7月 - 8月）
  - ６ from HiGH&LOW THE WORST（2020年11月19日 - 12月24日）

### 映画
- HiGH&LOW THE MOVIE（2016年） - 芝マン 役
  - HiGH&LOW THE WORST（2019年）
  - HiGH&LOW THE WORST X（2022年）

### 舞台
- REAL RPG STAGE「ETERNAL2」-荒野に燃ゆる正義-（2022年7月 - 8月） - ガッファー 役[6]
- カストルとポルックス（2023年3月24日 - 4月2日） - 東雲修太 役[7]
- BOOK ACT FINAL「もう一度君と踊りたい」（2024年2月）[8]

## ライブ

### 参加
- EXILE LIVE TOUR 2025 "WHAT IS EXILE"（2025年5月30日 - 5月31日）